# Balthazar Joseph Emond d'Esclevin
Balthazar Joseph Emond d'Esclevin, né le 20 mars 1765, à Antibes Alpes-Maritimes, tué à l'ennemi le 28 décembre 1813 à Chlumetz (Tchéquie), est un général français du Premier Empire.

## Biographie
Après avoir commencé sa carrière dans l'Armée de terre, Joseph Emond d'Esclevin devient capitaine dans l'artillerie de marine puis commande le 1er régiment d'artillerie de marine. À sa tête, il est blessé à la bataille de Lützen puis passe dans l'Armée de terre avec le grade de général de brigade, le 4 août 1813. Placé à la tête de la 2e brigade de la 4e division du 14e corps du maréchal Gouvion-Saint-Cyr, il est mortellement blessé lors de la bataille de Kulm, le 30 août 1813. Capturé lors de la bataille de Dresde, il meurt le 28 décembre 1813 à Chlumetz, à l’âge de 48 ans.

## Distinctions
- Chevalier de l'Empire le 2 février 1809, le général d'Esclevin est fait baron de l'Empire le 11 novembre 1813[3].
- Officier de la Légion d'honneur le 25 mai 1813.

## Généalogie
- Il est le fils de Michel Joseph Emond d'Esclevin (°Juan-les-Pins, 20/9/1734), maire d'Antibes et de Bartholomée de Boyer de Choisi (°1732);
- Il épouse Charlotte Barberet, dont :
  - Charles Joseph Emond d'Esclevin (°1794), général, il épouse Charlotte Serval, dont :
    - Félicie Emond d'Esclevin; elle épouse en 1849 Pierre-Gustave Roze (1812-1882), vice-amiral.

## Armoiries
Les armes des Emond d'Esclevin sont de gueules, à deux clefs d'or, passées en sautoir, surmontées d'un soleil rayonnant du même et cantonnées en chef d'un croissant versé, et en flanc et en pointe de trois étoiles aussi d'or.

## Sources
- (en) « Generals Who Served in the French Army during the Period 1789 - 1814: Eberle to Exelmans »
- Thierry Pouliquen, « Les généraux français et étrangers ayant servis [sic] dans la Grande Armée » (consulté le 15 octobre 2013)
- Les Archives nationales conservent sous la cote MC/ET/CXVII/1045 la correspondance qu’entretient Balthazar Joseph Emond d'Esclevin avec son épouse notamment (une vingtaine de lettres échangée entre le 13 septembre 1811 et le 15 novembre 1813).